# کیلورستون
کیلورستون (به انگلیسی: Kilverstone) یک روستا و محله مدنی در بریتانیا است که در Breckland District واقع شده‌است. کیلورستون ۷٫۴۶ کیلومتر مربع مساحت و ۶۰ نفر جمعیت دارد.